# Nationalpark Islas Atlánticas de Galicia
Der Nationalpark Islas Atlánticas de Galicia (in galicischer Sprache Parque Nacional das Illas Atlánticas de Galicia = „Atlantikinseln Galiciens“) ist ein spanischer Nationalpark, der die an der Atlantikküste im Nordwesten des Landes gelegenen galicischen Inselgruppen der Illas Cíes, Illas Ons, die Inseln Sálvora und Cortegada sowie diverse kleinere Eilande umfasst. Er beinhaltet 12 km² Land- und 72 km² Meeresfläche. Er ist der einzige Nationalpark Galiciens und wurde als dreizehnter seiner Art in Spanien im Jahr 2002 gegründet.

## Natur
Das maritim-terrestrische Ökosystem des Nationalparks zeichnet sich durch die größten spanischen Kolonien von Silbermöwen, Mittelmeermöwen und Krähenscharben (einer Kormoranart) aus. Felsentauben, Basstölpel und Alpensegler kommen dort ebenfalls vor. Die im Gebiet des Parks liegenden Meeresgründe weisen eine hohe Biodiversität auf. Zu einer großen Vielfalt an Fischen, Weichtieren und Krustentieren kommen Algenwälder und die Anwesenheit mehrerer Delfinarten. In botanischer Hinsicht lassen sich 200 Arten von Algen und 400 verschiedene Landpflanzen feststellen. Eine Besonderheit ist der größte Lorbeerwald Europas auf der Insel Cortegada.

## Geschichte
Auf den Inseln finden sich Spuren menschlicher Besiedlung, die bis in die Eisenzeit zurück reichen. Es wurden auch Keramiken aus der Römerzeit gefunden. Die Inseln waren im Mittelalter von den Angehörigen verschiedener Mönchsorden bewohnt. Sie gehörten der katholischen Kirche, wurden Adeligen zum Lehen gegeben. Invasoren nutzten sie als Stützpunkt für ihre Vorstöße an die Küste. In der Neuzeit waren die Inseln bis ins 18. Jahrhundert bewohnt, als sie von der Bevölkerung wegen Piratenüberfällen aufgegeben wurden.
Die Illas Cies wurden 1988 zum Europäischen Vogelschutzgebiet erklärt, die Illa de Ons 2001.
Am 1. Juli 2002 folgte die Ausweisung des Gebietes als Nationalpark. Nur sechs Monate später wurden seine Küsten nach der Havarie des Tankers Prestige durch eine Ölpest in Mitleidenschaft gezogen.
Seit 1. Juli 2008 wird der Nationalpark von der Comunidade Autónoma de Galicia verwaltet.
Der Nationalpark könnte in der Zukunft um die Inselgruppen Sisargas und Lobeiras erweitert werden.

## Inseln und Inselgruppen

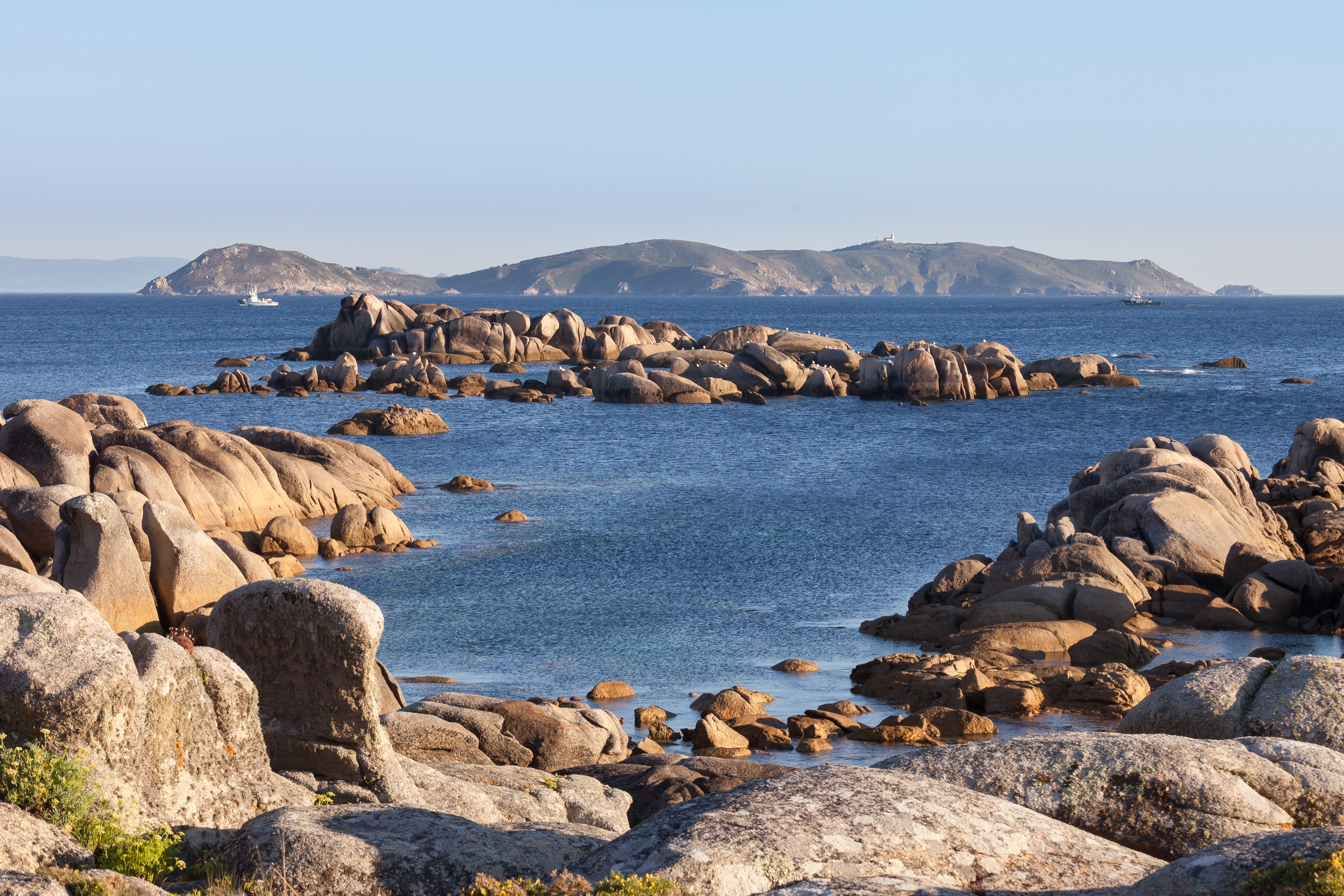
Die Isla de Ons, gesehen von der zerklüfteten Atlantikküste bei San Vicente do Mar, an der Spitze der nördlich gelegenen, weit in den Atlantik reichenden
Halbinsel O Grove.

- Der Arquipélago de Ons bildet eine in der Bucht Ría de Pontevedra gelegene Inselgruppe. Sie enthält die Hauptinsel Illa de Ons, die Illa de Onza (auch Onzeta genannt) und andere kleine Felseilande, insbesondere O Corveiro. In der Sommersaison wird Ons von den Häfen Marín, Cangas, Bueu, Sanxenxo und Portonovo aus täglich mit Booten angefahren.
- Der Arquipélago de Cíes ist eine Inselgruppe in der Ría de Vigo, die Teil der Rías Baixas in der Provinz Pontevedra ist. Der Archipel gehört zur Stadt Vigo (Ortsteil San Francisco de Afora) und befindet sich bei 42° 15' nördlicher Breite und 8° 54' westlicher Länge. Im Februar 2007 kürte die britische Zeitung The Guardian die Praia de Rodas auf der Insel Monteagudo zum „schönsten Strand der Welt“.
- Die Illa de Cortegada ist eine im Inneren der Ría de Arousa in der Provinz Pontevedra gelegene Insel. Sie ist die größte Insel eines Archipels, der noch weitere Inselgruppen wie die Islas Malveiras und die Islas Briñas umfasst.
- Die Illa de Sálvora befindet sich am Eingang zur Ría de Arousa, etwa 3 km vom nördlich gelegenen Festland entfernt. Sie besitzt eine Fläche von 190 Hektar und erhebt sich an ihrer höchsten Stelle 71 m über das Meer. Die Insel ist praktisch rundherum felsig, mit Ausnahme dreier kleiner Strände aus feinem weißen Sand.